# Винд Лејк (Висконсин)
Винд Лејк (енгл. Wind Lake) насељено је место без административног статуса у америчкој савезној држави Висконсин.

## Демографија
По попису из 2010. године број становника је 5.342, што је 140 (2,7%) становника више него 2000. године.
| Група             | 2000.         | 2010.         |
| Белци             | 5.049 (97,1%) | 5.095 (95,4%) |
| Афроамериканци    | 16 (0,3%)     | 16 (0,3%)     |
| Азијати           | 13 (0,2%)     | 25 (0,5%)     |
| Хиспаноамериканци | 88 (1,7%)     | 134 (2,5%)    |
| Укупно            | 5.202         | 5.342         |